# Список станций Екатеринбургского метрополитена

Перспективная схема Екатеринбургского метрополитена

Это список станций Екатеринбургского метрополитена — системы линий метрополитена в Екатеринбурге (Россия).
По генеральному плану развития города, в Екатеринбургском метрополитене планируется построить 36 станций, 9 из них по состоянию на конец августа 2012 года уже построены.
В 2007 году рассматривалась идея продлить первую линию на 3 новых станции мелкого заложения (возможно — наземные) севернее станции «Проспект Космонавтов» в направлении Верхней Пышмы.
Эксплуатационная длина тоннелей составляет 12,7 км, время движения от начальной до конечной станции — 19 минут.

## Линии и станции

### Первая линия
| Станция              | Дата открытия        | Выходы | Особенности                                                                                                 | Вид станции |
| -------------------- | -------------------- | --- | --- | ----------- |
| Северная             | неизвестно           | | будет построен тупик для оборота вагонов                                                                    |             |
| Калиновская          | неизвестно           | улица Бакинских комиссаров, проспект Космонавтов, улица Шефская                                                                      | будет построен тупик для оборота вагонов                                                                    |             |
| Проспект Космонавтов | 27 апреля 1991 года  | улица Фрезеровщиков, Ильича и проспект Космонавтов                                                                                   | имеется съезд в депо и тупик для оборота составов                                                           |             |
| Уралмаш              | 27 апреля 1991 года  | улица Машиностроителей, Баумана, Краснофлотцев и проспект Космонавтов, а также ККТ «Заря»                                            | пересадка на экспресс до ТЦ Карнавал                                                                        |             |
| Машиностроителей     | 27 апреля 1991 года  | улица Фронтовых бригад и проспект Космонавтов, а также Педагогический университет                                                    | |             |
| Уральская            | 22 декабря 1992 года | улица Челюскинцев, Стрелочников, Завокзальная и Европейская, а также Привокзальная площадь и железнодорожный вокзал                  | Пересадка на Северный автовокзал, железнодорожный вокзал, городской электропоезд, аэроэкспрессы до Кольцово |             |
| Динамо               | 22 декабря 1994 года | улица Никонова, Лермонтова, а также Дворец игровых видов спорта и ККТ «Космос»                                                       | |             |
| Площадь 1905 года    | 22 декабря 1994 года | улица 8 Марта, Малышева, Вайнера, Банковский переулок и проспект Ленина, а также площадь 1905 года, Большой Златоуст и Театр эстрады | станция пересадки, имеется тупик для оборота составов                                                       |             |
| Геологическая        | 30 декабря 2002 года | улица 8 Марта, Куйбышева, а также Екатеринбургский цирк им. Филатова и УрГЭУ                                                         | станция пересадки, имеется съезд для оборота составов                                                       |             |
| Бажовская            | неизвестно           | улица 8 марта и Большакова | пока сделаны 2 станционных тоннеля, станционный зал и выход будут построены позже                           |             |
| Чкаловская           | 28 июля 2012 года    | улица 8 марта, Щорса, а также Южный автовокзал, ТЦ Мегаполис                                                                         | Пересадка на Южный автовокзал                                                                               |             |
| Ботаническая         | 28 ноября 2011 года  | микрорайон Ботанический, ТЦ Дирижабль                                                                                                | имеется тупик для оборота составов                                                                          |             |
| Уктусские горы       | неизвестно           | микрорайон Уктус, улица Походная | будет построен тупик для оборота составов                                                                   |             |

### Вторая линия
Проектируемая линия
| Станция              | Дата открытия | Выходы | Особенности                               | Вид станции |
| -------------------- | ------------- | --- | ----------------------------------------- | ----------- |
| Западная             | неизвестно    | | будет построен тупик для оборота составов |             |
| Верх-Исетская        | неизвестно    | улицы Крауля и Танкистов | будет построен тупик для оборота составов |             |
| Металлургическая     | неизвестно    | улицы Крауля и Викулова |                                           |             |
| Татищевская          | неизвестно    | улицы Татищева, Токарей и Мельникова |                                           |             |
| Уральских Коммунаров | неизвестно    | Площадь Коммунаров, улица Московская и проспект Ленина                                                                                       |                                           |             |
| Площадь 1905 года    | неизвестно    | улица 8 марта, Вайнера, Банковский переулок и проспект Ленина, а также площадь 1905 года, Большой Златоуст, площадь Малышева и Театр эстрады | станция пересадки                         |             |
| Театральная          | неизвестно    | проспект Ленина, УрГУ, а также Оперный театр                                                                                                 |                                           |             |
| Восточная            | неизвестно    | улица Восточная и проспект Ленина | станция пересадки                         |             |
| Политехническая      | неизвестно    | улица Мира и проспект Ленина, а также площадь Кирова и УрФУ                                                                                  |                                           |             |
| Втузгородок          | неизвестно    | улица Студенческая |                                           |             |
| Каменные Палатки     | неизвестно    | микрорайон Комсомольский в районе Каменных палаток                                                                                           | будет построен тупик для оборота составов |             |

### Третья линия
Проектируемая линия
| Станция        | Дата открытия | Выходы                                                                                   | Особенности                                                     | Вид станции |
| -------------- | ------------- | ---------------------------------------------------------------------------------------- | --------------------------------------------------------------- | ----------- |
| Екатерининская | неизвестно    | микрорайон Академический                                                                 | будет построен тупик для оборота составов                       |             |
| Академгородок  | неизвестно    | микрорайон Академический                                                                 |                                                                 |             |
| Волгоградская  | неизвестно    | улицы Бардина, Чкалова, Громова, а также дом Техники                                     | будет построен тупик для оборота составов                       |             |
| Посадская      | неизвестно    | улицы Посадская, Московская, Ясная, Чкалова, Фурманова, Шейнкмана, а также ТРЦ «Фан-Фан» |                                                                 |             |
| Геологическая  | неизвестно    | улица 8 марта, Куйбышева, а также Екатеринбургский цирк им. Филатова и УрГЭУ             | станция пересадки                                               |             |
| Восточная      | неизвестно    | улица Восточная и проспект Ленина                                                        | станция пересадки                                               |             |
| Гагаринская    | неизвестно    | улицы Гагарина, Блюхера, Уральская                                                       |                                                                 |             |
| Комсомольская  | неизвестно    | улицы Комсомольская, Блюхера, Данилы Зверева                                             |                                                                 |             |
| Шефская        | неизвестно    | улицы Шефская, Блюхера, Проезжая                                                         |                                                                 |             |
| Озёрная        | неизвестно    | озеро Шарташ                                                                             |                                                                 |             |
| Шарташская     | неизвестно    | микрорайон Шарташ                                                                        |                                                                 |             |
| Калиновская    | неизвестно    | микрорайон Калиновский                                                                   | будет построен тупик для оборота составов, а также съезд в депо |             |

## Другие проекты
Первоначально планировалось строить метро от площади Первой пятилетки, но проект реализован не был в связи с проблематичностью строительства депо в этом районе — с одной стороны цеха Уралмаша с глубоким залеганием фундамента и значительным весом, а с другой — сложная сеть коммунальных коммуникаций жилого района; строительство депо под забором Уралмаша было затруднено формированием подъездных путей к станции метро.